# Gransjön, Dalarna
Gransjön är en sjö i Vansbro kommun i Dalarna och ingår i Dalälvens huvudavrinningsområde. Sjön har en area på 0,638 kvadratkilometer och ligger 357,2 meter över havet. Sjön avvattnas av vattendraget Granan. Vid provfiske har abborre fångats i sjön.

## Delavrinningsområde
Gransjön ingår i det delavrinningsområde (669086-140038) som SMHI kallar för Utloppet av Gransjön. Medelhöjden är 411 meter över havet och ytan är 13,57 kvadratkilometer. Det finns inga avrinningsområden uppströms utan avrinningsområdet är högsta punkten. Granan som avvattnar avrinningsområdet har biflödesordning 3, vilket innebär att vattnet flödar genom totalt 3 vattendrag innan det når havet efter 362 kilometer. Avrinningsområdet består mestadels av skog (70 procent) och sankmarker (12 procent). Avrinningsområdet har 0,64 kvadratkilometer vattenytor vilket ger det en sjöprocent på 4,7 procent.